# Константиновский сельский округ (Раменский район)
Константиновский сельский округ — упразднённая административно-территориальная единица, существовавшая на территории Раменского района Московской области в 1994—2006 годах.
Константиновский сельсовет был образован в первые годы советской власти. По данным 1919 года он входил в состав Рождественской волости Бронницкого уезда Московской губернии.
В 1926 году Константиновский с/с включал село Константиново и хутор Начало.
В 1929 году Константиновский с/с был отнесён к Раменскому району Московского округа Московской области. При этом к нему был присоединён Плетенихинский с/с.
17 июля 1939 года к Константиновскому с/с был присоединён Новлянский с/с (селения Новлянское и Рождественское).
27 июля 1951 года из Константиновского с/с в Яковлевский с/с Подольского района было передано селение Новлянское.
14 июня 1954 года Константиновский с/с объединился с Володарским с/с в Сталинский с/с.
Константиновский с/с был восстановлен 11 сентября 1967 года в составе Раменского района путём объединения Сельвачевского с/с и селений Константиново, Малое Саврасово и Плетениха упразднённого Егановского с/с.
3 февраля 1994 года Константиновский с/с был преобразован в Константиновский сельский округ.
19 октября 2004 года из Тимонинского с/о в Константиновский были переданы сёла Воскресенское и Ильинское, посёлок Денежниково, деревни Денежниково, Дьяково, Кочина Гора, Овчинкино, Пушкино, Сельцо, Хлыново и Ширяево.
В ходе муниципальной реформы 2004—2005 годов Константиновский сельский округ прекратил своё существование как муниципальная единица. При этом все его населённые пункты были переданы в сельское поселение Константиновское.
29 ноября 2006 года Константиновский сельский округ исключён из учётных данных административно-территориальных и территориальных единиц Московской области.